# Локални избори у Црној Гори 2009.
Локални избори у Црној Гори (2009) су били избори за локалне (општинске) органе власти у Црној Гори, који су одржани 29. марта 2009. године. У општинама Херцег Нови и Тиват бирани су градоначелници, док су у општинама Никшић и Будва биране општинске скупштине. Избори су спроведени упоредо са парламентарним изборима који су одржани истога дана.

## Градоначелници

### Херцег Нови
Према анкети невладине организације "Центар за медијска и пропагандна истраживања" из Бара, блок српских и просрпских странака је након одлуке о подршци заједничком кандидату на изборима у Херцег Новом знатно ојачао. Њихово истраживање јавног расположења, обављено од 9. до 12. марта на узорку од 1.003 испитаника, показало је сљедеће прогнозе:
1. Дејан Мандић (Социјалистичка народна партија Црне Горе) - 54,94%
2. Зоран Бошњак (ДПС-СДП) - 26,85%
3. Јовица Трипковић (независни кандидат) - 3,59%
4. неопредјељени - 14,66%

Изборна предвиђања су се показала као тачна, пошто је побједу на изборима за градоначелника Херцег Новог однио управо Дејан Мандић, који је добио 8937 гласова, док је Зоран Бошњак добио 5227, а Јовица Трипковић 646 гласова.